# Geschosswirkung
Die Geschosswirkung ist die von einem Geschoss am Ziel verrichtete Arbeit.
Die Geschosswirkung ist abhängig von
- der Geschwindigkeit des Geschosses,
- seiner Masse,
- seiner Form,
- der Art des Materials,
- dem Auftreffwinkel der Geschossachse zum Ziel,
- der Widerstandsfähigkeit des Ziels,
- der Wirkung des ggf. vorhandenen Sprengmittels im Geschoss.

Man unterscheidet:
- Perkussionswirkung des ganzen Geschosses (Wuchtgeschoss) oder der durch seine Zerteilung vor oder im Ziel entstandenen Geschossteile (Splitter), deren Bildung vorbereitet ist oder dem Zufall überlassen bleibt
- Minen, bzw. Sprengwirkung, die mittels des im Geschoss enthaltenen Sprengmittels ausgeübt wird
- unter Umständen die Brandwirkung

Von der Geschosswirkung ist die Geschosswirksamkeit eindeutig abzugrenzen. Als Wirksamkeit ist die physikalisch berechenbare Folge, also die Fähigkeit eines Geschosses zu bezeichnen, eine bestimmte Geschosswirkung zu erzeugen. Dies setzt reproduzierbare Bedingungen voraus, die in der Realität eines Feuerkampfes nicht bestehen.
Über die Wirkung der Geschosse im tierischen und menschlichen Körper, siehe Schusswunde.